# Historia social en Costa Rica
La historia social en Costa Rica, como un sub-área de la historia ha sido un campo de gran relevancia debido a que gracias a ella se comenzó a construir la historia de aquellos grupos que un momento determinado fueron invisibilizados y de poca relevancia para la construcción historiográfica. Como lo escribe Cerdas Albertazzi (2003), "De en un inicio la historia social era la historia de los conflictos sociales y de sus actores populares, fue la tónica en gremios, sindicatos, asociaciones de trabajadores, movimientos diversos de clases subalternas, pero sobre todo de movimientos de obreros y artesanos" (p. 130), estos grupos fueron los que se comenzaron a constituir como verdaderos actores, actores que tenían el cometido de sacar a la luz las pesadumbres y presiones a las que se encontraban expuestos. 
Este tipo de historia en un principio se encontraba ligada al campo urbano, dejando de lado los acontecimientos relevantes que sucedían en las zonas rurales, ligado a lo mismo y como describe Hernández Rodríguez (1996) "La historia social es entendida genéricamente, como una especialidad interesada esencialmente en el estudio de estructuras, crisis, fuerzas y movimientos que afectan decisivamente en conjunto de la sociedad" (p. 116), estas crisis son las que permiten a los pobladores levantarse, tomar fuerzas y luchar contra los opresores de sus derechos.
Hernández Rodríguez (1996), relata que: "La inquietud inicial por democratizar la historia, incorporar a los sectores populares y al movimiento de los trabajadores, alcanzaría particular relieve en la coyuntura revolucionaria de los años 80" (p. 117). Posteriormente se comienzan a incorporar otros actores principales que no habían sido el foco de estudio en un primer momento, estos grupos se encuentran conformados por mujeres, niños y los que se encuentra adscritos a la etnicidad. 
Con el paso del tiempo las temáticas comienzan a variar y tal como lo escribe Samper (2003), "La historia de los movimientos sociales disminuye y la historia propiamente considerada como social se mantiene con temáticas como la criminalidad, control social, a los grupos sociales específicos, historia de la educación y etnicidad" (p. 17). La variación de estas temáticas se encuentra se encuentra ligada a los cambios de la sociedad y los sucesos a los que se encuentran sometidos los pobladores. 
Los procesos de capitalización también poseen influencia en la construcción de la historia social, debido a que como lo describe Molina Jiménez (2003), "La historia económica y ambiental comienzan a expandirse a raíz de los procesos de capitalización" (p. 322), de acuerdo a esto la historia ambiental llega a adquirir cierta relación con la historia social, como lo escribe Hernández Rodríguez (2003), donde relata que "de particular interés resulta destacar el lento pero importante fortalecimiento de problemáticas que vinculan historia social y medio ambiente" (p. 152), esta relación se encuentra ligada al hecho del desgaste del medio ambiente, cómo la supervivencia humana se encuentra ligada al mismo, mediante la producción de cultivos, obtención de recursos hídricos, entre otros. 
La historia social tiene dos fases en su construcción, como lo escribe Cerdas Albertazzi (2003), "la tradicional, principalmente descriptiva (cronología del movimiento y las luchas) y otra que tiende a incorporar la explicación del fenómeno laboral en su conjunto" (p. 135). La segunda presenta características como el análisis de clase, introducción de contexto social y elementos de cultura y mentalidad, una preocupación mayor por el uso conceptual con utilización de técnicas cualitativas y cuantitativas variadas (p. 135).
Es transcendental también conocer las problemáticas que ha presentado la historia social como lo escribe Hernández Rodríguez (2003),  es que “hasta no hace mucho la historia social en la práctica formal, densa, descriptiva o "dura" y algo limitada en su temática" (p. 147).

## Desarrollo de la Historia Social en Costa Rica
Con el surgimiento de la Universidad de Costa Rica en 1940, se inicia con ello un nuevo proceso social en la historiografía costarricense; en un período de ruptura con las prácticas liberales el Estado juega un papel fundamental en la construcción de la nueva sociedad que se genera a partir de la segunda mitad del siglo XX, así como la construcción del nuevo modelo político económico de Costa Rica, lo que a su vez posibilita
“nuevas posibilidades en el campo de la disciplina histórica, ya que a partir de esta coyuntura, la investigación histórica es sustantiva en cantidad aunque no en calidad. No obstante fueron trabajos meritorios, primero por estar respaldados en fuentes primarias; segundo, por el esfuerzo de dar coherencia a una gran cantidad de datos dispersos, ordenándolos con alguna lógica histórica y, tercero porque son los inicios tenues del rescate del pasado y la base constructiva de la memoria histórica colectiva.” (Calderón, 2001)3
La introducción de la historia social en Costa Rica inicia desde mediados de los años 70, en medio de la renovación que se estaba plasmando en los planes de estudio de la Escuela de Historia y Geografía de la Universidad de Costa Rica donde las lecturas se iban enrumbando hacia la historia social tanto entendida como una historia social total, como de una historia de los conflictos sociales.
Así pues, en los 70´s “los jóvenes costarricenses desarrollaron una mayor conciencia social y adquirieron una mayor concientización política” (Arias, et. al., 2010)5 . El geógrafo Guillermo Carvajal, citado por Arias, et. al., señala que esa “conciencia y participación social generaron una intensa reflexión sobre el papel de la universidad en la sociedad nacional” (2010). También citando a Rovira y Gutiérrez (2002), se resalta el III Congreso Universitario (1971-1972- 1973), como una actividad que, reorganizó la estructura orgánica de la Universidad para evitar la desintegración del quehacer académico y promover la institucionalización de la investigación científica. Esto fortaleció el desarrollo de las áreas académicas y creación de nuevas unidades, en 1974 se crea la Vicerrectoría de Investigación y en 1975 el Sistema de Estudios de Posgrado (SEP); además de señalar la creación de la Facultad de Ciencias Sociales, en 1974, la cual pretendió plasmar el compromiso de la Universidad con la sociedad y con la realidad nacional, regional y latinoamericana (2010).
Con la creación en 1973 de una nueva Escuela de Historia en la Universidad Nacional, dirigida e impulsada mayormente por la generación becada en la España franquista, se empieza a diversificar las temáticas más allá de los próceres y períodos presidenciales pero, no provoca cambios sustantivos: en el objeto de estudio, metodología, teoría.
Es a partir de la llegada de Cardoso y Pérez y el apoyo que recibieron de Rafael Obregón que se da un vuelco sustantivo en los estudios del pasado, poco tiempo después ven fortalecida la historia al otorgarse becas al exterior donde una nueva generación de historiadores, se nutren de la Escuela Francesa. La ruptura epistemológica dada a principios de los años setenta, modificó el quehacer histórico de las nuevas generaciones quienes, formados en las novedosas corrientes historiográficas comenzaron a incursionar en campos de la historia social y la historia cultural.
En relación con los trabajos investigativos en el país enfocados a historia social se recalcan en primer momento “la tesis de grado de Vladimir De la Cruz (1977) abrió el tema, y fue seguida de algunos estudios posteriores con métodos similares"

## Sinopsis de obras representativas para el caso de Costa Rica
En Costa Rica, la historia vista desde la academia, ha sido nutrida por la Historia Social, este aporte es bastante provechoso para conocer y evidenciar diversos procesos que han modificado la sociedad hasta convertirla en lo que hoy es.
En los últimos años, algunos de los académicos que han planteado trabajos importantes y que a su vez, han dado un gran aporte a la historia costarricense son Víctor Hugo Acuña, Mario Oliva, Patricia Alvarenga y Marc Edelman. 
La investigación de Víctor Hugo Acuña Ortega, cuenta con grandes trabajos muy importantes a la historia social; una obra de gran relevancia para la historia social en Costa Rica es la titulada “Los orígenes de la clase obrera en Costa Rica: las huelgas de 1920 por la jornada de ocho horas” , este texto aborda el estallido de huelgas de diversos gremios y categorías de trabajadores como ebanistas, panaderos, zapateros, costureras en demanda de un 20% de aumento de salarios y la jornada de 8 horas en febrero de 1920.
Este trabajo hace un recuento de la situación política y social en Costa Rica desde finales del siglo XIX e inicios del siglo XX, se hace un recorrido de cómo se establecen organizaciones de trabajadores como gremios, asociaciones, Centro Germinal, Confederación General de Trabajadores y varios grupos políticos siendo instituciones que buscan reunir organizaciones o grupos de individuos y emprender una acción unificada de la clase trabajadora costarricense con lo que no buscan cambiar la sociedad sino mejorar su posición, pero inician una toma de conciencia como un grupo diferente. Las huelgas de 1920 evidencian la conformación de una identidad común entre los obreros y proletarios costarricense desde periodos previos, en oposición al capital, burgués o patrono, pero persistiendo en el periodo las demandas individuales, ya que conforme un grupo alcanzaba sus demandas se retiraba de las huelgas, sin embargo se marca un inicio de organización grupal y estallido de huelgas en conjunto
Otra de las obras más representativas en la Historia social es la obra de Mario Oliva titulada “Artesanos y Obreros Costarricenses 1880-1914” la cual marca una ruptura historiográfica ya que constituye el punto de partida de nueva historia social en donde el autor explica la formación de la clase obrera, en la que se visualiza en un primer momento la escasa división del trabajo, el control en el proceso de producción y el inicio de un proceso de proletarización con el surgimiento de manufacturas y fábricas hacia fines el siglo XIX y principios del XX en ramos como la tipografía, la panadería, la zapatería. Su visión no solo se entra en los procesos de trabajo sino que incluye la dimensión cultural al describirnos la cultura de los sectores atesano-obreros. 
Además analiza como los artesanos son un grupo muy amplio, heterogéneo y sumamente jerarquizado, en el que se presentan diferencias salariales, laborales. Analiza además la ausencia de reglamentación del salario, los bajos niveles de salario,  la falta de seguridad laboral, y de derechos laborales, sumado a las largas jornadas que van creando una consciencia de clase, por medio de participación en prensa, cooperativas, mutualidades, clubes políticos. Y en reconfiguración de las principales huelgas artesano-obreras que se desarrollan desde 1880 hasta 1909, en la que destacan la huelga de panaderos, zapateros, y como estas huelgas son un mecanismo para enfrentarse a la creciente proletarización.
En el caso de Patricia Alvarenga Venutolo, sus trabajos se han enfocado en las relaciones de poder y los movimientos sociales centroamericanos. Entre ellos destaca la obra “De vecinos a ciudadanos. Movimientos comunales y luchas cívicas en la historia contemporánea de Costa Rica” (2005) donde hace un análisis de las movilizaciones comunales y ciudadanas que se desarrollaron con la puesta en marcha del Estado  Benefactor socialdemócrata y especialmente con el impulso de la Sustitución de importaciones, la centralización (y posterior monopolio) estatal de servicios básicos y las primeras décadas de la transformación del modelo estatal hacia el neoliberalismo. 
El libro explora la relación entre los ciudadanos y el Estado durante un periodo de la historia de Costa Rica. En sus páginas, el estudio se centra en las luchas reivindicativas de las movilizaciones sociales, su organización y carácter (muy heterogéneo dicho sea de paso), en relación con alguna cuestión particular, específicamente: servicios públicos tales como agua, luz y el transporte de personas.
Marc Edelman intenta inmiscuirse dentro de la realidad propia de un movimiento social, tocando temas claves como la dirigencia, los programas, los actores, el contexto y las motivaciones, esto es evidente en "Campesinos contra la globalización. Movimiento sociales rurales en Costa Rica.". (2005)
El trabajo busca demostrar que el análisis de los movimientos sociales no es homogéneo ni estático, sino más bien que posee muchas aristas y también es variante en el tiempo. La inclusión en el ambiente costarricense de nuevas épocas hace que las luchas se renueven y se transformen muchos de los aspectos básicos de la lucha social. Edelman no solo analiza la intervención de estos nuevos factores sino que también brinda claves o generalidades para entender los movimientos sociales en el futuro.

## Importancia y papel social
La historia social dentro de su importancia, busca visualizar a los grupos que han sido descartados por la Historia oficial, pues una vez visualizados, es posible crear vínculos tanto en ellos como en los demás, que les permita identificarse y a la vez posicionarse entre lo vivido en el pasado y el presente; esto a través de las experiencias cotidianas narradas históricamente sobre quienes fueron y son vistos, o pueden considerarse estar en la posición "desde abajo".
En cuanto al rol social, se busca un empoderamiento de todos aquellos que logren tener acceso a este tipo de historia, gracias al conocimiento histórico, y sobre todo contextualizando en la actualidad a aquellos que siguen siendo esos de abajo; los cuales se reconstruyen en el presente y toman poco a poco una participación activa con mayor voz y voto.
Un ejemplo vivo del papel social que puede tener la historia desde abajo, puede asignarse a docentes y estudiantes de los Estudios Sociales, en cuanto al tratamiento de temas que históricamente han sido ignorados o solo se imparten muy superficialmente, a mencionar algunos como las poblaciones indígenas (adentrarse a través de su estudio en su cotidianidad, sus creencias, su papel en la sociedad, etc y que no queden reducidos únicamente a un estudio censal o demográfico), aquellos y aquellas dedicados a la carpintería, jornaleros, agricultores, entre otros. 
El docente se encuentra en el punto mediador para proporcionar un cambio dentro de los estudiantes a través del estudio de dichos grupos, remarcando el papel de invisibilización que han sufrido a lo largo del tiempo y como hoy en día puede volverse la mirada hacia estos y de una manera inclusiva, generar oportunidades para los mismos estudiantes.

### Liderazgos e identidad

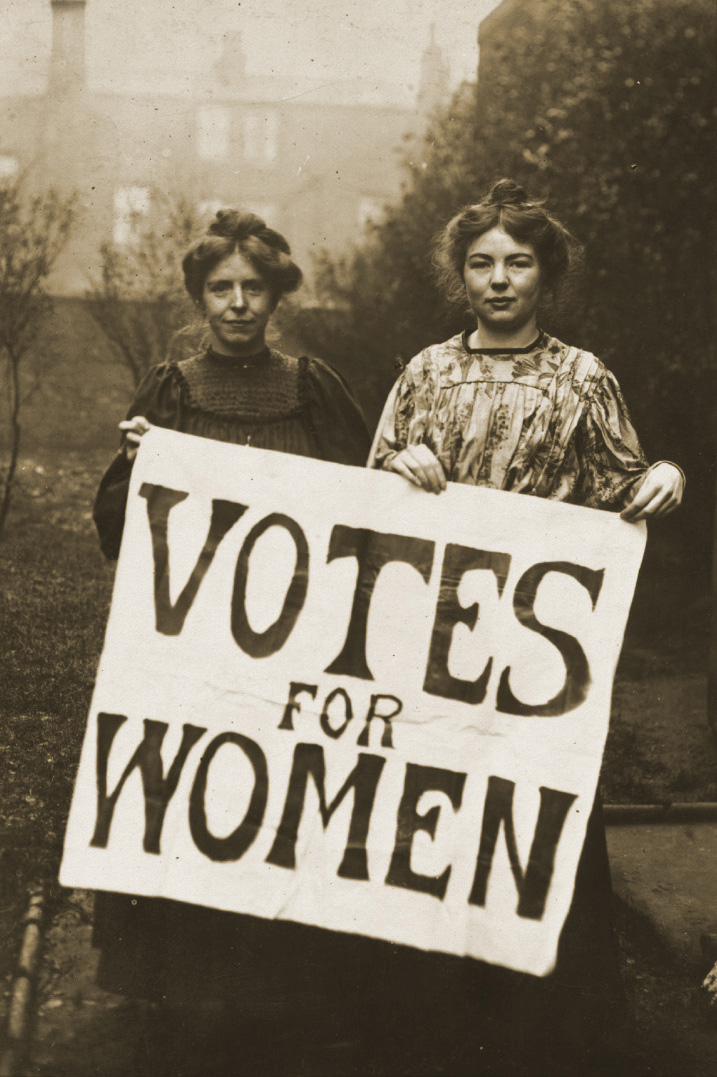
Sufragistas inglesas, Annie Kenney y Christabel Pankhurst portando un cartel reivindicativo del sufragio femenino.

De acuerdo con Melucci (1991) el liderazgo en los movimientos sociales posee la función de dar un orden duradero a las definiciones emergentes de la organización de los actores sociales; por ejemplo, el liderazgo democrático liberal de Millicent Fawcett en su labor educativa y organizativa de las mujeres trabajadoras en la articulación de la lucha del movimiento sufragista británico por acceder al voto femenino (González, 2007, p. 275).
Por otro lado, la identidad puede entenderse como el proceso de identificación personal y solidario de las injusticias percibidas por un colectivo organizado; esto permite generar “intercambios en la arena política”, al reconocer los límites y posibilidades estratégicas de la acción social (Melucci, 1991, p. 359). Un ejemplo de ello lo suscitan las mismas sufragistas británicas al establecer una diferenciación entre los derechos políticos de los hombres y la condición marginal de la mujer ante el acceso al derecho del sufragio, organizando “campañas de educación, información, movilización callejera y protesta violenta de baja intensidad” para concretar una ampliación de sus derechos políticos (González, 2007, p. 275).   